# 朱恩 (成化進士)
朱恩（1452年—1536年），字汝承，號玈溪翁，浙江慈谿縣（在今浙江省宁波市境）人。明朝官员，成化甲辰進士，官至南京禮部尚書。

## 生平
松江府學生，成化十年（1474年）甲午科應天府鄉試第一百二十九名舉人，成化二十年（1484年）甲辰科進士。初授行人，遷刑部員外郎，進郎中。弘治十八年（1505年）二月升河南按察司副使，正德二年（1507年）三月升本司按察使，三年二月升河南左布政使，七月升南京都察院右副都御史、提督操江，四年五月升南京吏部右侍郎，五年正月官至南京禮部尚書，八月因劉瑾之黨被黜职为民。

## 家族
曾祖朱道華，世居七寶镇。祖父朱士清，入赘烏溪里趙惠卿家。父朱瑄，號鈍菴，正統進士，官至副使。母王氏，封恭人。